# Brandkatastrophe der Gletscherbahn Kaprun 2
Bei einem Brand in einem im Tunnel befindlichen Zug der Gletscherbahn Kaprun 2 starben am 11. November 2000 155 Menschen. Es war die größte Katastrophe, die sich in Österreich seit dem Zweiten Weltkrieg ereignete. Im brennenden, bergauf fahrenden Zug kamen 150 der 162 Passagiere durch Rauchgasvergiftung zu Tode. Außerdem starben im entgegenkommenden Zug der Zugführer und ein Passagier sowie in der Bergstation drei Personen durch Rauchgasvergiftung.

## Verlauf
Etwa 20 Meter nach Abfahrt der Gletscherbahn-Garnitur „Kitzsteingams“ aus der Talstation gegen 9 Uhr morgens wurde laut Augenzeugenberichten schon Rauch entdeckt, weil im talseitigen Führerstand ein Brand entstanden war. Nach 1.132 Metern Fahrt blieb der Zug wohl aufgrund eines Lecks in der Bremshydraulik im unteren Drittel des Tunnels stehen (automatische Bremsung bei Druckabfall). Die Entstehung und Entwicklung des Brandes ließ sich nur schlecht rekonstruieren, da der Führerstand bis auf das Metallskelett vollständig ausgebrannt war. Zur Unfalluntersuchung wurde deshalb die talwärts fahrende, baugleiche, unbeschädigt gebliebene Gletscherbahn-Garnitur „Gletscherdrachen“ herangezogen.
Zahlreiche Verunglückte starben noch im Zug, weil dessen Türen aus Sicherheitsgründen nur vom Zugführer geöffnet werden konnten. Die Passagierabteile der Züge waren zudem weder mit Handfeuerlöschern noch mit Nothämmern ausgerüstet. Von den Personen, die sich aus dem Zug befreien konnten, liefen die meisten – vermutlich in Panik – vom Brandherd im hinteren Teil des Zuges weg durch den Tunnel nach oben in die tödliche Rauchgaswolke. Nur zwölf Personen, zwei Österreicher und zehn deutsche Urlauber, konnten sich in der Frühphase des Brandes durch Einschlagen einer Scheibe aus dem hinteren Teil des Zuges befreien und überlebten, weil sie im Tunnel entgegen der Kaminwirkung nach unten liefen.
Ein prominentes Opfer der Brandkatastrophe war die 19-jährige Freestyle- und Buckelpistenweltmeisterin Sandra Schmitt, die mit ihren Eltern ums Leben kam.
| Nationalität           | Todesopfer |
| ---------------------- | ---------- |
| Österreich             | 92         |
| Deutschland            | 37         |
| Japan                  | 10         |
| Vereinigte Staaten     | 08         |
| Slowenien              | 04         |
| Niederlande            | 02         |
| Vereinigtes Königreich | 01         |
| Tschechien             | 01         |
| Total                  | 155        |

## Ursachen

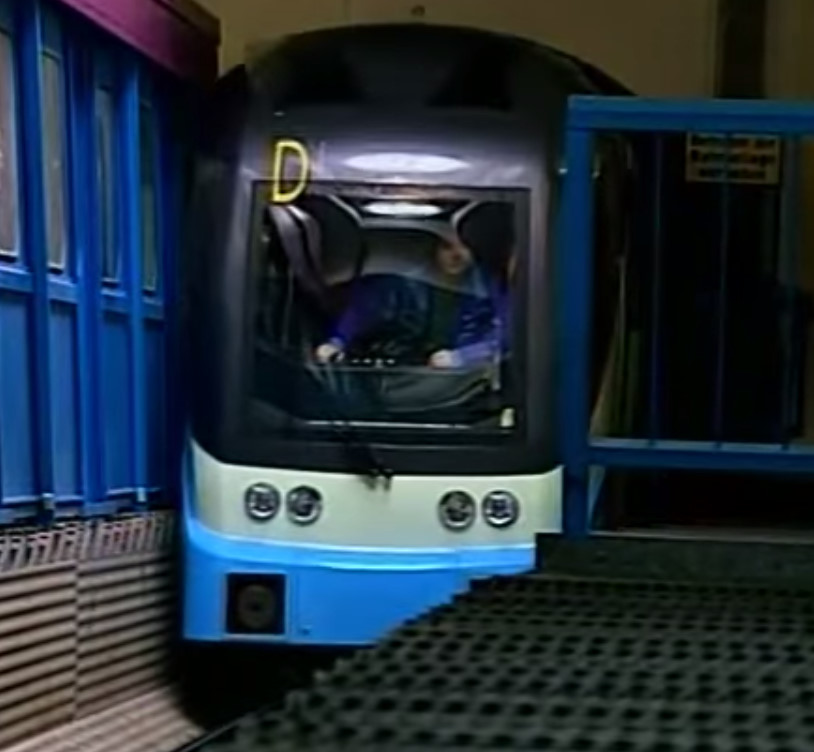
Gletscherbahn Kaprun 2 (Garnitur „Gletscherdrachen“) beim Einfahren in die Bergstation

Nach ersten Gutachten von mehreren Brandsachverständigen wurde als wahrscheinlichste Ursache angenommen, dass die im unteren, nicht besetzten Führerstand in unmittelbarer Nähe zu einem Heizlüfter verlegten Hydraulikleitungen an ihren Verbindungsstücken Öl verloren, das an den 600 °C heißen Heizstern des Heizgeräts gelangte und sich entzündete. Der nun brennende Heizlüfter wiederum setzte weitere anliegende Hydraulikleitungen in Brand. Da die Leitungen unter Druck standen, traten insgesamt 180 Liter Öl mit rund 190 bar aus; das brennbare Hydrauliköl verbreitete und unterhielt den Brand (siehe dazu auch Fettbrand). Ein starker Luftzug (Kamineffekt), der vom unteren Ende des Tunnels zur Bergstation zog, fachte das Feuer an und brachte die giftigen Rauchgase in den oberen Teil des Tunnels bis zur Bergstation.
Ausweislich später im Auftrag der Staatsanwaltschaft Heilbronn erstellter Gutachten sei jedoch kein technischer Defekt im Heizlüfter, sondern vielmehr der unsachgemäße Einbau des zudem gar nicht für die Verwendung in Fahrzeugen vorgesehenen Gerätes, entgegen dessen Gebrauchsanweisung, ursächlich für die Entzündung des Hydrauliköls gewesen. Beim Einbau wurden Modifikationen am Heizlüfter und dessen Gehäuse vorgenommenen, die gegen allgemein anerkannte Regeln der Technik verstießen. Der ursprünglich vorhandene Schutz gegen auf das Gerät tropfende Flüssigkeiten war nicht mehr gegeben; alle Prüfzeichen (VDE, GS) am Heizlüfter waren dadurch erloschen.
Dem wurde entgegengehalten, dass die Standseilbahn nach österreichischem Recht nicht als Fahrzeug, sondern als Fahrbetriebsmittel eingestuft war, und dass technische Anforderungen, die für Fahrzeuge gelten, auf Fahrbetriebsmittel nicht anwendbar sind. Diese juristische Differenzierung weist der Ermittlungsbericht der Staatsanwaltschaft Heilbronn jedoch ausdrücklich zurück. Außerdem nennt er als weitere Unglücksursache unerlaubte technische Veränderungen, die das mit dem Einbau beauftragte Unternehmen vorgenommen hatte.
Zum tragischen Verlauf des Unglücks trug auch bei, dass elementare Sicherheitsvorkehrungen wie Nothämmer, Notausgänge, Fluchtwege und Feuerlöscher nicht vorhanden waren. Auch verfügten die Abteile über keine Sprechanlage, die Kontakt zum Fahrzeugführer und somit ein früheres Anhalten der Bahn ermöglicht hätte. Ein ehemaliger Notausstieg aus dem Tunnel existiert noch heute in Form eines Stollens. Dieser befand sich jedoch bergwärts in großer Entfernung vom Brandherd, sodass er nicht erreicht werden konnte, da die meisten Fahrgäste bereits nach etwa 15 Metern ums Leben kamen. Der Stollen ist mittlerweile verschlossen und mit Stacheldraht gesichert.

## Strafprozess
Im darauffolgenden Strafprozess in Salzburg wurden 16 Beschuldigte angeklagt, darunter auch drei leitende Mitarbeiter der Gletscherbahnen Kaprun AG.
Die Anklage lautete auf § 170 StGB, fahrlässiges Herbeiführen einer Feuersbrunst, und § 177 StGB, fahrlässige Gemeingefährdung.
Im Folgenden wird aus einer Originalkopie des Urteils zitiert. Es finden sich die 16 angeklagten Personen sowie die zugehörigen Freisprüche und deren jeweilige Begründung:
- Drei Mitarbeiter der Gletscherbahnen Kaprun AG (der technische Direktor, der Hauptbetriebs- sowie der Betriebsleiter); diese hätten es laut Anklage beim Neubau der Wagenaufbauten 1993/94 unterlassen, für deren sichere Bauweise und Ausstattung nach dem Stand der technischen Entwicklung zu sorgen. Der Freispruch dieser Personen gründete sich unter anderem auf die damaligen Rechtsnormen, die sich auf die brandschutztechnischen Sicherheitsstandards bei Standseilbahnen bezogen. Im Urteil steht unter Bezugnahme auf diese österreichischen Rechtsnormen: „Eine Durchsicht derselben ergab, dass diesbezügliche Normen hier nicht bestanden und sohin aus diesem Rechtsmaterial Forderungen […] nicht abzuleiten waren.“ Es wurde festgehalten: „Brandauslöser war ein Konstruktions-, Produktions- und Materialfehler im Heizlüfter-Gehäuse und keine Schmutzrückstände bzw. Ölaustritte.“
- Zwei Geschäftsführer der österreichischen Swoboda Karosserie- und Stahlbau Ges.m.b.H. (seit 2005 Carvatech), deren Monteure mangels Lieferverfügbarkeit statt der eigentlich vorgesehenen, für den Zweck geeigneten Industrie-Heizlüfter der Marke Domo in einer unsachgemäßen Eigenkonstruktion einfache Haushalts-Heizlüfter der Marke Fakir Hobby TLB in die vier Führerstände einbauten. Dabei wurden in den talseitigen Führerständen die Lüfter zerlegt, wodurch alle Prüfzeichen und Sicherheitsplaketten erloschen; auch war dadurch der eigentlich vorhandene Tropfschutz nicht mehr gegeben. Die bergseitigen Geräte wurden hingegen nicht zerlegt und noch vor dem Unglück gegen andere Geräte getauscht. Die Geschäftsführer selbst traf laut Freispruch keine Schuld, denn diese hatten an ihre Einkaufsabteilung die eindeutige Anweisung gegeben, Geräte anzuschaffen, die „behördlich genehmigt“ waren, konkret Domo-Heizlüfter – das gleiche Modell, das das Unternehmen mit behördlicher Genehmigung auch schon in die Salzburger Festungsbahn eingebaut hatte. Zur Bestellung legte einer der Geschäftsführer eigens die zugehörige Gebrauchsanleitung bei, damit die Einkaufsabteilung auch wirklich wieder das richtige Gerät bestellt. Als die Einkaufsabteilung von Swoboda feststellte, dass Domo-Heizlüfter zum damaligen Zeitpunkt nicht lieferbar waren, bestellte sie aus einem anzunehmenden Unwissen heraus stattdessen einfache Geräte für den Privathaushalt, nämlich Heizlüfter des Typs Fakir Hobby TLB. Die angeklagten Geschäftsführer hatten laut Freispruch gar kein Wissen darüber, dass andere, ungeeignete Geräte angeschafft worden waren. Ein Werkmeister des Unternehmens Swoboda, der die bestellten Geräte beim Lieferanten Höller-Eisen in Gmunden abholte, erkannte laut Urteil ebenfalls nicht, dass von der Einkaufsabteilung falsche, nicht geeignete Geräte angeschafft worden waren, und ließ diese im Vertrauen auf die Richtigkeit der Bestellung in die Bahn einbauen. Darüber hinaus waren von der Elektrowerkstätte von Swoboda schon im Vorfeld den Unterlagen für die Gletscherbahnen und Siemens, die später ebenfalls am Bau der Bahn beteiligt war, die Handbücher für die ursprünglich vorgesehenen Domo-Heizlüfter beigefügt worden – das dafür zuständige Personal bei Swoboda war von vornherein davon ausgegangen, dass zum Zeitpunkt der Auslieferung die richtigen Geräte in die Bahn eingebaut sein würden. Ursprünglich hatten die Gletscherbahnen Kaprun in ihrer Bestellung bei Swoboda auch richtigerweise „4 Heizlüfter wie Festungsbahn Salzburg“ geordert, also genehmigte und vor allem geeignete Geräte. Im schriftlichen Urteil wurde in Bezug auf die nun falschen Heizlüfter festgehalten, dass „der Heizkörper mit allen entsprechenden Sicherheitsplaketten versehen war. […] Das Beweisverfahren hat auch ergeben, dass den Gletscherbahnen Kaprun AG eine falsche Bedienungsanleitung ausgehändigt wurde, und zwar das Handbuch eines Domo-Heizlüfters“ und dass „auch der Firma Siemens AG […] ein Datenblatt über den Heizlüfter der Firma Domo übermittelt wurde“. Zur ursprünglichen Bestellung des Domo-Heizlüfters durch die Geschäftsführung von Swoboda wird nochmals vermerkt: „[…] wie er zum damaligen Zeitpunkt in der Festungsbahn Salzburg behördlich genehmigt verwendet wurde“. Dass das Benutzerhandbuch für die Fakir-Heizlüfter ausdrücklich darauf hinwies, dass die Geräte aus Sicherheitsgründen auf keinen Fall geöffnet werden dürften und bei Zuwiderhandlung alle Prüfzeichen ungültig würden, fand im Urteil keine Erwähnung. Dass der Heizlüfter durch Swoboda geöffnet, umgebaut und in zwei separaten Teilen in die Bahn eingebaut wurde, wurde im Urteil nicht erwähnt. Dass der Überhitzungsschutz überbrückt wurde, wurde ebenfalls nicht erwähnt. Der damalige Vorsitzende Richter Manfred Seiss[10] wurde im Jahr 2020 vom TV-Sender ATV mit dieser Tatsache konfrontiert und gab an, von einem etwaigen Umbau des Geräts nichts zu wissen, weshalb dieser auch nicht im Urteil erwähnt wurde.[11] Der VDE, also der Herausgeber der Prüfzeichen auf dem Heizlüfter, stellte einige Jahre nach dem Urteil fest, dass durch den Umbau der Geräte die Prüfzeichen ihre Gültigkeit verloren hatten und dass die Verwendung der Heizlüfter nach diesen Umbauten unabhängig vom Verwendungsort ganz grundsätzlich nicht mehr erlaubt war.

- Drei Mitarbeiter der deutschen Mannesmann-Rexroth AG (seit 2001 Bosch Rexroth AG); diese montierten in beiden Zügen entzündliches Öl führende Hydraulikleitungen direkt hinter die bzw. über den talseitigen Heizlüftern. Obwohl Bildaufnahmen der Spurensicherung und Aussagen von zwei Gutachtern und einem Mitarbeiter der Gletscherbahnen auf eingedrungenes Hydrauliköl auch im Heizstrahler der erhalten gebliebenen Garnitur hinwiesen, wurde im Urteil das Gegenteil festgehalten: „Auf den Fotos sieht man lediglich rot verfärbtes Kondenswasser, begründet durch eine Spiegelung.“ Die Zeugenaussagen zum Öl wurden vor Gericht von zwei dazu explizit befragten Personen offiziell zurückgenommen, nach dem Prozess aber von einem der beiden wieder bestätigt, wie auch vom entlassenen Hauptgutachter Anton Muhr, der die Sichtweise des Gerichts bis heute ablehnt. Eine Probe des Öls war entgegen der Praxis beim ersten Prozess nicht genommen worden. Im Urteil hieß es schließlich: „Wie bereits allgemein ausgeführt, war Ursache der Feuersbrunst vom 11. November 2000 auch nicht eine Undichtigkeit an der Hydraulikanlage, es ist kein Hydrauliköl ausgetreten.“[12] Die drei Angeklagten von Mannesmann-Rexroth wurden mit folgender Begründung freigesprochen: „Festgestellt wird ausdrücklich, dass bei [der] Leitungsverlegung durch die drei beschuldigten Hydraulikmonteure der Heizlüfter jeweils nicht mehr eingebaut gewesen ist. […] Es kann nicht festgestellt werden, wann er nach Abschluss der Arbeiten wieder eingebaut worden ist. […] Es kann nicht mehr festgestellt werden, wer diese Heizlüfter vor Beginn der Verrohrungsarbeiten ausgebaut hat.“ Im Urteil wurde somit davon ausgegangen, dass die Monteure der Hydraulikleitungen nicht wussten, dass ein Heizlüfter in unmittelbarer Nähe der von ihnen verlegten Leitungen montiert sein würde; das Gegenteil, also dass die Monteure doch Kenntnis davon hatten, konnte laut Urteil nicht bewiesen werden.

- Drei Beamte des Verkehrsministeriums, die die eisenbahnrechtliche Betriebsbewilligung erteilt hatten; auch sie wurden mit der Begründung freigesprochen, dass die Fakir-Heizlüfter geeignet waren, da sie gültige Prüfzeichen trugen; zudem sei das Gefahrenbild Brand bei Standseilbahnen nicht bekannt gewesen: „Bezüglich der Beamten des Bundesministeriums für Verkehr, Innovation und Technologie […] ist bezüglich der verwendeten Materialien, der Technik und Sicherheitseinrichtungen und bezüglich des Heizlüfters auf die bereits getroffenen Ausführungen zu verweisen. […] Der Behörde lagen schon im eisenbahnrechtlichen Baugenehmigungsverfahren keine Hinweise, Vorfälle oder Bedenken vor, dass Fahrbetriebsmittel brandschutztechnisch bedenklich sein könnten.“
- Zwei Inspektoren des TÜV, die die Bahn abgenommen und vorhandene Mängel nicht beanstandet hätten. Diese Mängel bezogen sich vor allem auf Aussagen des Gutachters Anton Muhr, der einen beim TÜV nicht angemeldeten Holzverbau bemängelt hatte, der von Mitarbeitern der Gletscherbahnen im Pult bei den Heizlüftern installiert und mit Steinwolle zugestopft worden war. Diese Steinwolle war laut Gutachter Muhr von den Heizlüftern eingesaugt worden. Hier heißt es im Freispruch, dass im Beweisverfahren nicht habe festgestellt werden können, wann der Holzverbau mit der Steinwolle abgedichtet worden sei, sodass auch nicht gesagt werden könne, dass zum Zeitpunkt der Überprüfung durch die Mitarbeiter des TÜV die Wolle bereits vorhanden gewesen wäre. „Dazu geht das Gericht davon aus, dass […] bezüglich des Zeitpunktes […] die Einbringung noch vor der Überprüfung durch den TÜV erfolgt ist. […] Eine Auffälligkeit des Holzverbaus [war] nicht gegeben.“ Weiter heißt es, „dass der Holzverbau in keinem tatsächlichen Zusammenhang mit der Brandentstehung bzw. -ausbreitung steht“. Bezogen auf die Hydraulikleitungen an der Rückwand des Heizlüfters heißt es: „Bezüglich der Verlegung der Hydraulikleitungen an der Rückwand des Heizlüfters wird […] davon ausgegangen, dass die Hydraulikanlage […] eine komplexe Baugruppe darstellt, sodass […] dieses System zeitlich zur Prüfung noch nicht heranstand.“
- Drei Personen wegen einer offenstehenden Brandschutztür bei der Ausgangsschleuse der Bergstation; diese Tür war – nach zunächst erfolgreichem automatischen Schließen im Moment des Stromausfalls auf der Bergstation – im Zuge eines Fluchtversuchs mehrerer Personen aus dem Tunnel vom Hauptbetriebsleiter von Hand geöffnet und nicht mehr geschlossen worden, wodurch Rauch aus dem Tunnel ins Alpincenter eindringen konnte, was mehrere Anwesende das Leben kostete. Im Konkreten handelte es sich bei den drei Beschuldigten um einen Techniker, der die Tür installiert hatte, einen Prüftechniker, der die behördliche Prüfung der Tür vorgenommen hatte, sowie einen Baumeister, der im September 2000 eine nochmalige Begehung der Anlage durchgeführt hatte. Die genannten Personen hatten sich jedoch nichts zuschulden kommen lassen, da die Tür wie vorgeschrieben funktionierte und im Brandfall auch nicht von Hand geöffnet bzw. danach offengelassen hätte werden dürfen. Zitat: „[…] wobei die Frage des einfachen oder mehrfachen Schließens vom Gericht so gesehen wurde, dass einfaches Schließen der Türe ausreicht, was sich […] [aus] dem Wortlaut der Ö-Norm […] ergibt […]“.

Am 20. Februar 2004 ging der Prozess mit Freisprüchen für alle Angeklagten zu Ende. Zusammengefasst soll nochmals festgehalten werden, dass es trotz der sicherheitstechnisch betrachtet fraglichen Konstruktionsweise der Bahn aus heutiger Sicht damals tatsächlich vergleichsweise lasche Sicherheitsvorschriften gab, welche nach Meinung des Richters auch eingehalten worden seien. Obwohl die verbauten Heizlüfter, welche im Prozess das Corpus Delicti darstellten, vom Hersteller explizit nicht für Fahrzeuge zugelassen waren, bestand die Verteidigung auf einer Darstellung, nach welcher es sich bei der Unglücksbahn lediglich um eine Standseilbahn gehandelt hätte, welche nicht als herkömmliches Fahrzeug gelten könne. Dieser in der Öffentlichkeit kontrovers diskutierten Darstellung gab der Richter schlussendlich recht.
In seiner Urteilsbegründung verwies der Richter auf die für Benutzer nicht zu erkennenden Konstruktions- und Produktionsfehler des Heizlüfters. Diese hätten zu sehr feinen, doch stärker werdenden Rissen im Gehäuse geführt, sodass der Heizstern schließlich abbrach, das Gehäuse berührte und dieses in Brand setzte. Der Richter folgte in seiner Urteilsbegründung den Prozess-Gutachtern.
Hierbei soll unter Berücksichtigung des Urteils im Sinne einer ausgewogenen Darstellung kritisch angemerkt werden, dass andere, zum Teil nach dem Prozess durchgeführte Gutachten und Tests, insbesondere solche der Staatsanwaltschaft Heilbronn und des Landeskriminalamtes Baden-Württemberg, sowie des abbestellten ursprünglichen Hauptgutachters Anton Muhr eine völlig andere Sachlage ergeben haben, nach welcher es gar keine Fehler beim Heizlüfter gegeben habe. Auch sei das Kunststoffgehäuse des Heizlüfters bei diversen Tests nur dann in Brand geraten, wenn der abgebrochene Heizstern mit Gewalt an das Gehäuse gedrückt worden war. Vielmehr sei das Öl aus den mit den Jahren undicht gewordenen Hydraulikleitungen ausgetreten und in den Heizlüfter gelangt, was schließlich den Brand ausgelöst hätte. Diese Darstellung wurde vom Richter jedoch abgelehnt, was dazu führte, dass viele Gegner des Prozessausgangs diesem bis zum heutigen Tag vorwerfen, dieser habe bewusst parteiisch agiert, um die Schuld von den österreichischen Angeklagten hin Richtung des deutschen Heizlüfter-Herstellers Fakir zu lenken. Als Motiv wird unter anderem angeführt, dass der Salzburger Richter Manfred Seiss private Verbindungen zur Führungsebene der Gletscherbahnen Kaprun AG über den Lions-Club Salzburg gehabt habe, sowie die Tatsache, dass ein Gutachter Mitglied in derselben Internationalen Organisation für das Seilbahnwesen (O.I.T.A.F.) gewesen sei wie die Gletscherbahnen Kaprun AG. Weiters hätte der Richter den österreichischen Tourismus schützen wollen. Diese Vermutungen konnten bisher nicht bewiesen werden und gelten als Spekulation.
Für acht Beschuldigte (zwei Verantwortliche der Gletscherbahnen Kaprun AG, zwei Mitarbeiter des Wagenaufbau-Herstellers, zwei Amtssachverständige sowie zwei TÜV-Mitarbeiter) kam es am 26. September 2005 zu einer Berufungsverhandlung am Oberlandesgericht Linz. Am 27. September 2005 endete die Berufungsverhandlung mit der Bestätigung der Freisprüche für alle acht Angeklagten. Die Beweisanträge der Staatsanwaltschaft wurden abgewiesen. Insgesamt wurde vom dreiköpfigen Richtersenat unter dem Vorsitzenden Ernst Schütz die Berufung als nicht ausreichend begründet und teilweise als nicht nachvollziehbar bewertet. Das Urteil des Salzburger Amtsrichters Manfred Seiss ist somit rechtskräftig.
Zeugenaussagen der Vertreter des Herstellers Fakir im Rahmen des Strafprozesses in Salzburg führten dazu, dass eine Sachverhaltsdarstellung wegen falscher Zeugenaussage von den Gletscherbahnen Kaprun AG bei der Staatsanwaltschaft Salzburg eingebracht wurde. Die Staatsanwaltschaft Salzburg leitete das Verfahren an die Staatsanwaltschaft in Heilbronn weiter. Dieses Verfahren wurde am 25. September 2007 laut einer Medieninformation der Staatsanwaltschaft Heilbronn eingestellt, da den Hersteller Fakir – im Gegensatz zur Feststellung in der Urteilsbegründung der österreichischen Richter – keinerlei Schuld traf.
Im Strafprozess wurde aber befunden, dass die Gletscherbahnen Kaprun AG sämtliche notwendigen Betriebsgenehmigungen hatte, die dem damaligen Stand der Technik entsprachen, sowie regelmäßig vorschriftsmäßig gewartet und überprüft wurde. Die Führerstandheizung war von Anfang an in der Gletscherbahn eingebaut; die Gletscherbahnen Kaprun AG hatte 1994 beim Umbau der Züge eine solche Heizung beim Bahnbauer Swoboda bestellt.
Im Frühjahr 2006 wurde eine Klage beim Europäischen Gerichtshof für Menschenrechte (EGMR) angestrebt. Dieser hat die Beschwerde im Dezember 2007 zurückgewiesen.
Im November 2008 schlossen sich mehrere Angehörige und Opfer der Strafanzeige eines Sachverständigen gegen die im Prozess eingesetzten Sachverständigen an. Wie zahlreiche andere angestrebte Verfahren wurde auch dieses Verfahren nicht eingeleitet.

## Ermittlungsbericht der Staatsanwaltschaft Heilbronn

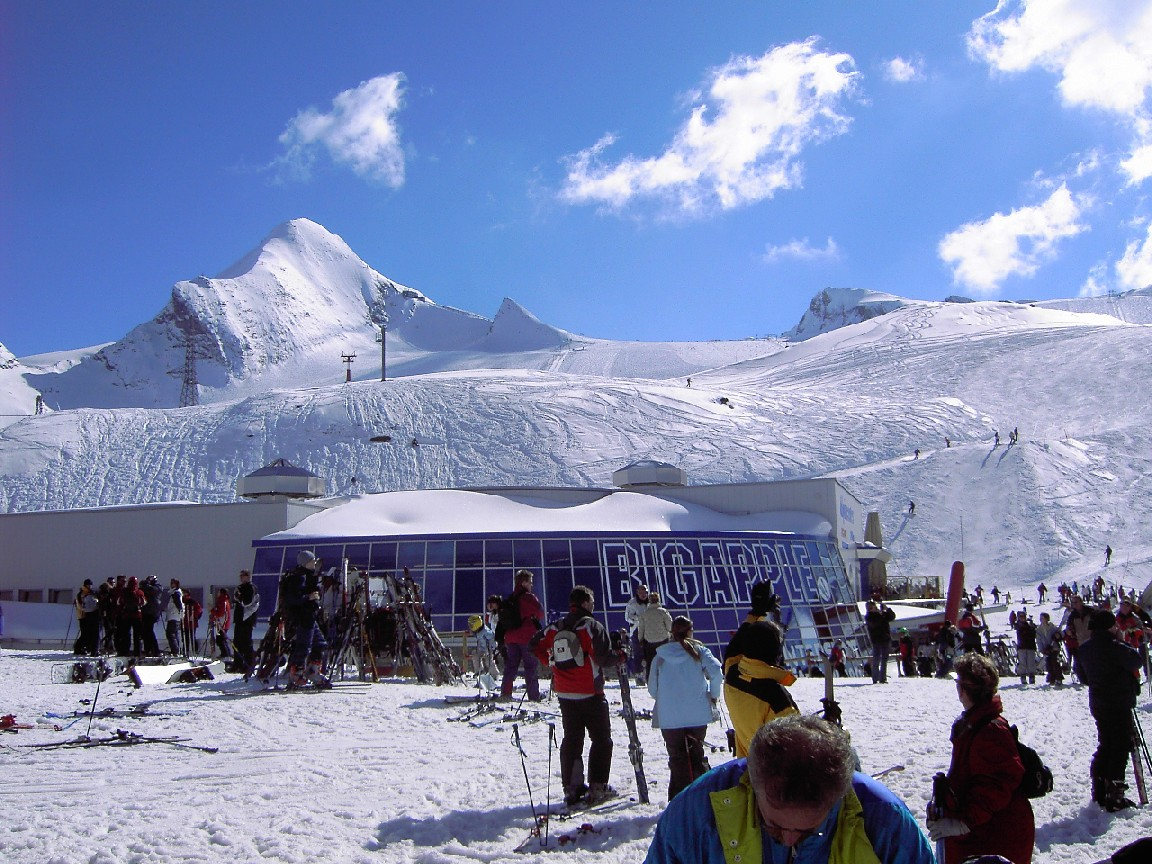
Das „Alpincenter“ diente als Bergstation der Gletscherbahn

Das Salzburger Urteil löst bis heute bei vielen Menschen Unverständnis aus. „Es kann nicht sein, dass 155 Menschen sterben und niemand ist schuld“, ist immer wieder zu hören. Juristen führen dagegen an, dass Schuld voraussetzt, dass Menschen vorsätzlich oder fahrlässig gehandelt hätten. Konnten sie nicht erkennen, dass ihr Verhalten ein Fehlverhalten ist, trifft sie keine Schuld. Laut Urteil konnte den Beschuldigten im Salzburger Prozess kein Fehlverhalten nachgewiesen werden, auch keine Fahrlässigkeit. Entsprechend begründete der Richter des Salzburger Verfahrens den Freispruch.
Nach Abschluss des Hauptprozesses in Österreich beschuldigte die Gletscherbahnen Kaprun AG im Jahr 2005 das Unternehmen Fakir, den Hersteller des Hobby-TLB-Heizlüfters. Angezeigt wurden der technische Leiter, der ehemalige kaufmännische Geschäftsführer, zwei ehemalige Geschäftsführer sowie der Eigentümer und der Geschäftsführer des Unternehmens F+P Thermoplast (später Simm Kunststofftechnik). Die Anschuldigung lautete auf den Verdacht „[…] der fahrlässigen Tötung in 155 Fällen im Zusammenhang mit der Brandkatastrophe am 11. November 2000 am Kitzsteinhorn in Kaprun/Österreich“. Die Staatsanwaltschaft Salzburg richtete daraufhin ein Rechtshilfeersuchen an die Staatsanwaltschaft in Heilbronn, „da der Firmensitz der Firma Fakir in Vaihingen/Enz liegt“, wie es im Bericht heißt.
Das Ermittlungsergebnis der Staatsanwaltschaft Heilbronn kam zu dem Schluss, dass es „keinerlei Anhaltspunkte für ein strafrechtliches Verhalten der Beschuldigten“ bei Fakir gab. Im Folgenden wird aus einer Originalkopie des Ermittlungsberichts zitiert. Dieser Bericht führte zahlreiche Punkte aus:

### Ungültige Prüfzeichen am Heizlüfter
Vom Salzburger Gericht wurde beispielsweise als eines der wichtigsten Argumente angeführt, dass das Gerät von den Prüfzeichen her geeignet wäre, da die Standseilbahn ja auch gar kein Fahrzeug sei, und dass das Gerät vom Verband der Elektrotechnik, Elektronik und Informationstechnik (VDE) ein Prüfzeichen trage. Jedoch stellten die Ermittlungen der Staatsanwaltschaft Heilbronn fest, dass es vollkommen unabhängig vom Verwendungsort schon alleine durch den Umbau des Geräts mit modifizierten Schaltern, die Zerlegung und Montage ohne verbundene Nut und Feder an einer Metallplatte etc. einer ganz neuen Zulassung beim VDE bedurft hätte, ganz abgesehen von dem nun zweitrangigen Argument, dass das Gerät nur für den Wohnraum geprüft und zugelassen war, was angesichts der Situation in den Hintergrund rückt.
Auch der Gutachter Anton Muhr bemängelte, dass zusätzlich zum VDE auch vom TÜV eine Genehmigung notwendig gewesen wäre. Weil es Zugluft in den talseitigen Führerkabinen gab, wurde dort nachträglich ein unangemeldeter Holzverbau vom Betreiber installiert, welcher mit Steinwolle zugestopft wurde. Diese Steinwolle wurde laut Gutachter Muhr vom Heizlüfter eingesaugt. So erklärte dieser im Jahr 2010 in einer Sendung des ORF bezüglich des Umbaus im Fahrerpult: „Das war das große Problem. Dieser nachträgliche Heizungsumbau. Und der hätte auch genehmigt werden müssen. Das hätte man anzeigen müssen, dass eine Veränderung vorgenommen worden ist. Der TÜV Austria hätte genau diese Gefahrenquelle erkannt und das Ganze eingestellt.“
Das Landesgericht Salzburg hatte im früheren Hauptprozess ausdrücklich festgestellt, dass das Gerät entsprechende Prüfzeichen von VDE und Geprüfte Sicherheit (GS) hätte und nur aufgrund dieser elementaren Tatsache auch in die Bahn eingebaut werden durfte, sonst nicht. Der Umbau des Geräts und der Einbau in zwei Teilen wurde im Urteil nicht erwähnt. Im Bericht der Staatsanwaltschaft Heilbronn hielt man dem Salzburger Gericht die eigenen Worte vor Augen „[…] dass nur ein mit Prüfzeichen versehener Heizlüfter eingebaut werden durfte“. Ein Beauftragter des VDE stellte für den Bericht ausdrücklich fest: „Das Gerät wurde konstruktiv verändert, somit erlischt die Zeichengenehmigung.“ Der Bericht der Staatsanwaltschaft Heilbronn fasst zusammen: „Der Heizlüfter Hobby TLB hätte nicht in der Standseilbahn eingebaut werden dürfen, weil die Prüfzeichen, die ihm als Wohnraumheizgerät zugeteilt wurden, keine Gültigkeit mehr hatten.“

### Vermeintliche Lieferung ohne Originalverpackung und Handbücher
Ein zentrales Argument, welches immer wieder gegen den Hersteller Fakir gebraucht wurde, war, dass die vier Heizlüfter, zwei davon für die talseitigen und zwei für die bergseitigen Führerstände, ohne Handbücher geliefert worden seien, wodurch niemand ahnen konnte, dass die Geräte ungeeignet waren.
Diese Behauptung wurde im Bericht der Staatsanwaltschaft Heilbronn deutlich in Frage gestellt. Das Gericht in Salzburg stellte nämlich nur fest, dass durch den Konstrukteur der Bahn, Swoboda, bei der Auslieferung der Zuggarnituren nach Kaprun keine Handbücher bzw. Verpackungen für die eingebauten Heizlüfter mitgegeben wurden. „Nach Feststellungen des Gerichts lag den Gletscherbahnen keine Bedienungsanleitung für das Gerät Fakir Hobby TLB vor.“
Der Konstrukteur Swoboda hatte die vier Heizlüfter nicht direkt bei Fakir, sondern bei einem Großhändler namens Höller bestellt. Die Landespolizeidirektion Stuttgart schrieb zur Auslieferung der Geräte von Fakir an Händler wie dem Unternehmen Höller ausdrücklich: „Nach Endmontage und technischer Prüfung der zusammengebauten Geräte werden diese verpackt, mit Garantieunterlagen und Bedienungsanleitung versehen und schließlich versiegelt. Dieses Siegel soll dem späteren Käufer dokumentieren, dass die Verpackung seit der Endmontage beim Werk nicht geöffnet wurde.“
Es gibt keine Beweise dafür, dass Fakir diese vier Einzelgeräte nicht wie gewöhnlich originalverpackt und versiegelt mit Handbüchern an den Großhändler Höller ausgeliefert hatte. Auch gibt es keine Beweise dafür, dass Höller die Geräte ohne versiegelte Verpackung an Swoboda verkauft hatte. Das Salzburger Urteil hielt dazu etwas vage fest: „Es konnte nicht mehr abgeklärt werden, ob diese Geräte, die Heizlüfter, von der Firma Höller original verpackt an die Firma Swoboda gingen und ob je eine Bedienungsanleitung angeschlossen war.“ Diese Feststellung des Salzburger Gerichts, welcher keine Beweise bzw. auch keine Gegenbeweise zugrunde lagen, hatte für den Prozess eine zentrale Bedeutung, denn diese entlastete in erster Linie Swoboda und indirekt die Gletscherbahnen Kaprun von einer etwaigen Mitschuld. Denn ohne Handbücher und Verpackungen hätte wie oben erwähnt niemand sicher wissen können, dass die Geräte nicht zerlegt und in Fahrzeugen installiert werden durften.
Es kann durchaus sein, dass Swoboda im Zuge des Einbaus die Anleitungen und Verpackungen entsorgte und daher nicht an die Gletscherbahnen übergab. Da auch dieses Szenario nicht rekonstruiert werden konnte, konnte Swoboda keine Schuld nachgewiesen werden. Die Verpackungen der Heizlüfter trugen grundsätzlich eine „in roter Farbe ausgeführte […] Aufschrift“ mit der Warnung, dass die Geräte nur für „Wohnzwecke“ geeignet wären. „Dies ist von drei Seiten der Verpackung deutlich erkennbar“, halten die Ermittler der Staatsanwaltschaft Heilbronn fest.
Auf das Argument, dass die Verantwortung nur beim Unternehmen Swoboda liege, halten die Ermittler der Staatsanwaltschaft Heilbronn den Gletscherbahnen vor: „[…] Die Gletscherbahn Kaprun AG hätte dafür sorgen können, dass das nicht geeignete Gerät ausgetauscht wird. Nichts von alledem ist geschehen, obwohl die Gletscherbahn eigens Betriebselektriker, also Fachleute beschäftigt.“ Fairerweise muss hier wiederholt werden, dass die Gletscherbahnen Kaprun auf die korrekte Konstruktion der bestellten Züge vertraut hatten. Verpackungen und Anleitungen, welche diverse Warnungen enthielten, wurden erwiesenermaßen nicht an die Gletscherbahnen Kaprun übergeben. Die Geräte der bergseitigen Führerstände wurden hingegen tatsächlich noch im Frühjahr 2000, also vor dem Unglück, von den Gletscherbahnen getauscht, dazu wird vermerkt: „In den bergseitigen Führerständen waren die ursprünglich eingebauten Heizlüfter Hobby TLB gegen Heizlüfter der Marke Stiebel Eltron ausgetauscht worden.“ Die bergseitigen Geräte waren übrigens nicht im Pult verbaut, sondern hingen im Originalzustand an der dem Fahrer zugewandten Seite.

### Vermeintliche Brennbarkeit des Kunststoffes
Das Landesgericht Salzburg stellt im Prozess fest, „dass das Kunststoffgehäuse des Heizlüfters zu brennen begonnen hat, nicht selbst verlöschte und weiter brannte. Damit wurden die in den Prüfberichten des VDE spezifizierten Eigenschaften des Heizlüfters hinsichtlich der Brandsicherheit nicht erfüllt.“ Anders lautet das Ergebnis der Staatsanwaltschaft Heilbronn. Dieses stellte fest, dass nur beim ersten Zulassungsantrag beim VDE im Jahre 1991 „das Gehäusevorderteil des Hobby TLB den Nadelflammtest nicht bestanden“ habe, dies jedoch durch einen anderen Kunststoff korrigiert wurde: „Am 23. April 1992 wurde die Brennbarkeitsprüfung wiederholt und bestanden.“ Die Ermittlung der Staatsanwaltschaft Heilbronn hält fest: „Der Heizlüfter Hobby TLB war somit entsprechend den VDE-Richtlinien schwer entflammbar und in diesem Sinne eigensicher.“ Weiters wird festgehalten: „Das Deutsche Kunststoff-Institut hat in seinem Gutachten festgestellt, dass der für das hintere Gehäuseteil verwendete Kunststoff der höchsten Brandschutzklasse für solche Kunststoffe entspricht.“

### Vermeintliche Konstruktionsfehler und Schäden
Ein weiteres wichtiges Argument gegen Fakir war stets, dass „Die Wahl des Anspritzpunktes bei diesem Heizlüfter […] einen echten und gravierenden Produktions-, aber auch Konstruktionsfehler […]“ dargestellt haben soll, wie es im Salzburger Urteil heißt. Zum Gutachter Maurer, welcher diesen Fehler herausgefunden haben will, halten die Ermittlungen der Staatsanwaltschaft Heilbronn gleich vorweg fest: „Bei den Ermittlungen hat sich ergeben, dass der Gutachter Maurer kein Sachverständiger für Kunststofffragen ist. Er war als solcher nie in der österreichischen Gerichtssachverständigenliste eingetragen.“
Maurer entdeckte während der Erstellung seines Gutachtens für das Gericht Beschädigungen am „Befestigungsdom“ des Heizlüfters aus dem Gegenzug, welche er auch fotografierte. Maurer notierte beispielsweise, dass die Befestigungsschrauben des Heizsterns aus der Rückwand des Lüfters herausgebrochen waren.
Maurer schlussfolgerte aus dem Zustand des Geräts, dass es einen Konstruktionsfehler gegeben haben müsse, wodurch die Schäden am Gerät entstanden seien. Was mit diesen im Jahr 2002 durchgeführten Beobachtungen des Gutachters jedoch nicht zusammenpasst, ist die Tatsache, dass die Schäden am Gerät bei der Sicherstellung in Kaprun für dessen Kollegen nicht nachvollziehbar waren. So wird festgehalten: „Dipl.-lng. Bind erklärte bei seiner Vernehmung am 4. Oktober 2006 in Wien, dass ihm an diesem Tag keine Beschädigungen, insbesondere nicht im Bereich des Befestigungsdomes aufgefallen seien. Die Bilder in dem Gutachten Maurer konnte er nicht nachvollziehen.“ „Auch nach Aussagen der Sachverständigen Muhr und Lange, die den Heizlüfter im März 2001 in Besitz hatten, war der Heizlüfter unversehrt. Frau StA Danninger-Soriat bestätigte ebenfalls, dass der Heizlüfter noch beim Ortstermin während des Prozesses im Juli 2002 in Linz unbeschädigt war.“
Beweisbilder zum unversehrten Heizlüfter gab es schon von der KTZ aus Wien, diese gab jedoch, wie schon an Gutachter Anton Muhr, die Bilder nicht heraus, als Gutachter Maurer diese benötigt hätte. Auch waren zwischen der Sicherstellung des Geräts und der Überprüfung durch den Gutachter bereits knapp zwei Jahre vergangen.
Der Gutachter Maurer ging davon aus, dass er den Heizlüfter noch im Originalzustand aus der Bahn erhalten hatte, jedoch war dies nicht der Fall. Den Heizlüfter hatte der Gutachter Geishofer wie auch viele andere Ermittler und weitere Gutachter zeitweilig in ihrem Besitz. Durch diesen Besitzerwechsel wurde das Gerät schwer in Mitleidenschaft gezogen. So stellte der Gutachter Geishofer bezüglich des oft untersuchten Geräts aus dem Gegenzug unter anderem fest: „Die Drehknöpfe – Ein- und Ausschalter, Temperaturregler – fehlten“, und weiter, „Die Motor-Heizsterneinheit lag lose in dem Gehäuse.“ Eine Befestigung des Heizsterns war bereits „sternförmig eingerissen“ und die zweite „nicht mehr vorhanden“. Des Weiteren hielt er fest: „Der Heizstern selbst war an etlichen Stellen mechanisch deformiert“, und im Speziellen: „Auch die ausgerissene Aufhängung der Heizsterneinheit wurde zunächst auf Schäden zurückgeführt, die im Zuge eines Transports bzw. der vorgenommenen Demontagen und Besichtigungen entstanden sein könnten.“
Bei der Übergabe des Geräts informierte der Gutachter Geishofer den Gutachter Maurer nicht darüber, dass die Schäden nach seinem eigenen Wissen gar nicht vom Heizlüfter selbst ausgegangen waren. So hatte der Gutachter Maurer weder Fotos vom Originalzustand, noch wusste er, dass das Gerät ursprünglich unbeschädigt war. Wohl deshalb nahm er an, dass es einen Konstruktionsfehler habe. Dabei handelte es sich um mehrere im Nachhinein entstandene Schäden.
Nach Ausarbeitung dieser Zusammenhänge hielten die Ermittler der Staatsanwaltschaft Heilbronn fest: „Auf Grund dieser Feststellungen muss das Ergebnis des Gutachtens von Maurer in Frage gestellt werden, denn er ging von falschen Voraussetzungen aus. Er war der Auffassung, dass der Bruch des Befestigungsdomes noch im eingebauten Zustand erfolgt ist, was nachweislich nicht der Fall war.“
Die Ermittler der Staatsanwaltschaft Heilbronn notierten: „Hier zeigt sich, dass die im Verfahren beteiligten Sachverständigen und Kriminaltechniker untereinander nicht in einer für ein solches Verfahren erforderlichen engen Weise zusammengearbeitet, kommuniziert und sich ausgetauscht haben dürften.“
Abschließend wird auf die eigens angeordnete Untersuchung des Deutschen Kunststoff-Instituts in Darmstadt (DKI) verwiesen, welches neben verschiedenen Methoden auch mittels „Röntgen-Computertomographie und polarisierte(r) Durchlichtmikroskopie“ das Gehäuse des Heizlüfters untersucht hatte und zu dem Ergebnis kam, „dass bezüglich der Herstellung des Kunststoffgehäuses keine Produktionsfehler erkennbar sind und dass die Gehäuseteile sowohl vom verwendeten Kunststoff als auch von der Konstruktion dem damaligen und dem heutigen Stand der Technik entsprechen.“

### Hausdurchsuchung bei dem Unternehmen Fakir
Um sicherzugehen, dass Fakir in Bezug auf Produktionsfehler nichts verbarg, wurde ein Durchsuchungsbeschluss durch die Staatsanwaltschaft Heilbronn beantragt und richterlich erlassen. Sie ließ das gesamte Unternehmensgebäude durchsuchen. Ergebnis der Durchsuchung der relevanten Akten war: „Eine Auswertung dieser Akten ergab keine verfahrensrelevanten Erkenntnisse […].“ Mit Bezug auf das Gutachten Maurer hielt die LPD Stuttgart fest: „Es fanden sich auch keinerlei Unterlagen zur Ausbildung von Bindenähten im Bereich des Befestigungsdomes.“
Die LPD Stuttgart hielt abschließend fest, dass „die im Durchsuchungsbefehl aufgelisteten Fragen“ an Fakir von dieser schriftlich beantwortet wurden, und kam zu dem Ergebnis: „Auch aus diesem Schreiben ergaben sich keine weiteren Ermittlungsansätze.“

### Fahrzeug oder Fahrbetriebsmittel?
Auch wurde im Urteil vorgebracht, dass es sich bei der Gletscherbahn nach österreichischem Recht um kein Fahrzeug im eigentlichen Sinn handle, wodurch der Einbau eines Wohnbereichs-Heizlüfters, wie jenem des Herstellers Fakir, legitim gewesen sei. In der Betriebsanleitung wurde nämlich eigens darauf hingewiesen, dass das Gerät für Fahrzeuge ungeeignet sei. Wie bereits weiter oben angeführt, wird jedoch aus Sicht des Ermittlungsberichtes der Staatsanwaltschaft Heilbronn die Frage nach dem Begriff des Fahrzeugs als solches obsolet, da allein die Modifikation des Geräts dessen Zulassung vom VDE erlöschen ließ. Denn auch nach Meinung des Salzburger Urteils selbst wäre das Gerät ohne gültige Prüfzeichen im Allgemeinen nicht mehr für den Einbau geeignet gewesen. Der VDE wurde jedoch im damaligen Prozess nicht befragt. Das Gericht erklärte die Prüfzeichen für gültig. Die Staatsanwaltschaft Heilbronn erlaubt sich mit Bezug auf die Diskussion um den juristischen Begriff des Fahrzeugs in Österreich einen wohl etwas ironisch gemeinten Verweis auf das deutsche Recht: „Die Auffassung des Gerichts in Salzburg, bei den Zügen der Gletscherbahn Kaprun AG handle es sich nicht um Fahrzeuge, mag auf spezielle, in Österreich gängige Definitionen zurückzuführen sein. Nach den in Deutschland üblichen Definitionen handelte es sich bei den Zügen der Gletscherbahn Kaprun AG eindeutig um Fahrzeuge.“ Diese Aussage soll jedoch nicht so verstanden werden, als würde die Staatsanwaltschaft Heilbronn deutsches Recht über österreichisches Recht stellen wollen.
Schon vor dem Unglück in Kaprun existierte eine EU-Seilbahnrichtlinie, in welcher mit Bezug auf Standseilbahnen eindeutig und mehrfach von „Fahrzeugen“ die Rede war (anders als im damaligen österreichischen Recht, das von „Fahrbetriebsmitteln“ einer Standseilbahn sprach). So liest man in der damaligen Richtlinie aus dem Jahr 2000 unter anderem von „Fahrzeugen von Standseilbahnen“. Allerdings ist, wie in der Urteilsverkündung festgehalten, der Verstoß gegen diese Richtlinie, welche vom Gericht durchaus festgestellt wurde, nicht mit der strafrechtlichen Verantwortlichkeit im jeweiligen EU-Mitgliedstaat gleichzusetzen. Die strafrechtliche Unverbindlichkeit von EU-Vorgaben bzw. -Richtlinien in den Mitgliedstaaten der EU wurde vom Europäischen Gerichtshof selbst bestätigt.

### Nachweis von Hydrauliköl
Auch wurde im Urteil festgehalten, dass es kein aus den Leitungen ausgetretenes Hydrauliköl im Bereich um und im Gehäuse des Heizlüfters gegeben habe – ein zentraler Punkt. So heißt es im Salzburger Urteil: „Im Zuge der Hauptverhandlung […] haben die Sachverständigen […] Geishofer, […] Prader und […] Wagner gemeinsam durch Versuche überzeugend nachgewiesen, dass die […] vom Sachverständigen Anton Muhr bezeichneten Hydraulikölbenetzungen aus technisch-physikalischer Sicht eindeutig […] Folge von Kondenswasser Ablagerungen sei […]“.
Die Staatsanwaltschaft Heilbronn hielt hierzu fest: „Herr Dr. Ackermann kam in seinem Gutachten zu dem Ergebnis, dass sowohl am Lärchenholzbrett als auch auf der Rückseite des Heizlüftergehäuses Hydrauliköl nachzuweisen war.“ Bedenklich stimmt, dass der Richter Seiss ausdrücklich angeordnet hatte, dass der Heizlüfter im Inneren nicht nach Öl untersucht werden sollte, sondern nur auf der Außenseite, wie sich herausstellte. Weiter wird festgehalten: „Herr Mag. Dipl.-lng. Udo Geishofer stellte am 10. Oktober 2002 fest, dass an der Unterseite der Rückwand, insbesondere in dem Bereich des Stromanschlusskabels, rote, klebrige Ablagerungen erkennbar waren. Dies sind dieselben Antragungen, die bereits auf den Bildern der KTZ aus dem Tunnel vom November 2000 erkennbar waren.“ Der ehemalige Prozessgutachter Geishofer sagte vor den deutschen Behörden dazu aus, dass er die in seinem Gutachten festgestellten Anhaftungen nicht untersucht habe; dies sei nicht sein Fachgebiet gewesen. Was die vom Gericht bestellten Gutachter nicht taten, holte die Staatsanwaltschaft Heilbronn nach. „Die Untersuchungen des Kriminaltechnischen Institutes (KTI) des LKA Stuttgart haben ergeben, dass im Heizlüfterinneren, genau dort, wo auf Bildern der KTZ rötliche Antragungen zu sehen sind, Rückstände von Hydrauliköl festgestellt wurden – 6 Jahre nach dem Unglück.“ Dies widerspricht der Aussage im Urteil: „Wie bereits allgemein ausgeführt war Ursache der Feuersbrunst vom 11. November 2000 auch nicht eine Undichtigkeit an der Hydraulikanlage, es ist kein Hydrauliköl ausgetreten […].“ Auch Bilder der KTZ zeigen, dass das Öl von Anfang an genau dort war, wo es später durch Ermittler der Staatsanwaltschaft Heilbronn gefunden wurde, die festhielten: „Noch 6 Jahre nach dem Unglück sind an der Stelle, an der das Elektrokabel des Heizlüfters in das Innere des Gehäuses geführt wird, immer noch rötlich glänzende Antragungen zu erkennen. […] Sowohl an der Außenseite als auch auf der Innenseite konnte der Nachweis einer Hydraulikölbenetzung geführt werden.“ Der später dazu befragte Kriminaltechniker Bind der KTZ (Kriminaltechnischen Zentralstelle) gab an: „Ich habe damals nicht im Detail auf Öl geachtet.“ Dies widerspricht anderen Aussagen, wie der Bericht der Staatsanwaltschaft Heilbronn festhielt: „Die Aussage von Gutachter Bind, er habe damals im Detail nicht auf Öl geachtet, steht im Widerspruch zu einer Aussage des Sachverständigen Muhr. Nach dessen Aussage hat die KTZ bereits zu Beginn der Ermittlungen Öl in Verbindung mit dem Heizstrahler als Brandursache diskutiert. […] Der Inhalt dieser Aussage wurde […] von Frau StA’in Danninger-Soriat […] mehrfach bestätigt.“
Der Hauptgutachter Helmut Prader, der dem aus dem Prozess ausgeschiedenen Gutachter Anton Muhr nachfolgte, wurde nach dem Verfahren mehrmals wegen falscher Beweisaussage, Missbrauch der Amtsgewalt und Vorteilsannahme zur Beeinflussung angezeigt. Alle Verfahren gegen ihn wurden eingestellt. Im Jahr 2020 kam der pensionierte Brandsachverständige Prader bei einer Dokumentation des Fernsehsenders ATV zum Unglück in Kaprun zu Wort. Fragen zu den damaligen Untersuchungen an dem Heizlüfter und diversen Ölrückständen wollte er vor laufender Kamera nicht beantworten, da er, wie er angab, unter Druck gesetzt würde. Ebenfalls äußerte er im Interview Zweifel an der Beweiswürdigung durch den damaligen Vorsitzenden Richter Seiss. Einzelheiten dazu durfte der Sender auf seinen Wunsch hin nicht ausstrahlen.

### Ungeeignete Stromanbindung des Heizlüfters
Auch war der Heizlüfter fest mit dem Stromnetz der Garnitur verkabelt, während die Bedienungsanleitung klar festhält: „Gerät ist nicht geeignet zum Anschluss an fest verlegten Leitungen. […] Nach dem Gebrauch oder vor Reparatur- und Wartungsarbeiten Netzstecker ziehen.“ Da die Heizlüfter allesamt nur an der Berg- und Talstation Strom erhielten, wurde der Sicherheitstemperaturbegrenzer bei jedem Abdocken von der Station zurückgesetzt, sodass eine etwaige Überhitzung gar nicht bemerkt werden konnte. Im Ermittlungsbericht der Staatsanwaltschaft Heilbronn wird festgehalten: „Auch hier stellt sich die Frage, warum die Mitarbeiter der Firma Swoboda und der Gletscherbahn Kaprun AG diese Schwachstelle nicht erkannt haben, obwohl, wie das Gericht festgestellt hat, nur Spezialisten und Fachleute am Werk waren.“

### Missachtung (sicherheits-)technischer Grundlagen
Ein Sachverständiger der Dekra Dortmund hielt fest: „Es gab zum Zeitpunkt des Umbaus der Bahn in Österreich keine speziellen Vorschriften, die sich mit Standseilbahnen beschäftigten. Es wurde meiner Auffassung nach beim Umbau gegen die allgemeinen Regeln der Technik verstoßen, auch dies ist aus dem Gutachten (gemeint sein eigenes Gutachten) zu entnehmen.“ Die wichtigsten Punkte sind: „Unmittelbare Nähe zwischen Heizlüfter als möglicher Zündquelle, den dahinter verlaufenden und unter hohem Druck stehenden Ölleitungen sowie des Holzeinbaus, die Verwendung von GFK (glasfaserverstärkter Kunststoff) statt des genehmigten Aluminiums, fehlende Öffnungsmöglichkeiten der Türen für die Passagiere, fehlende Brandbekämpfungsmöglichkeiten für Passagiere, fehlende Kommunikationsmöglichkeit zwischen Passagieren und Betriebspersonal u. a.“
Grundlegende Mängel der Bahn wurden nicht nur von der Staatsanwaltschaft Heilbronn und anderen Institutionen festgestellt. Auch Gutachter Maurer merkte im Salzburger Verfahren an, dass ein geeigneter Heizlüfter für die Bahn aus Metall zu bestehen habe und nicht aus Kunststoff. Diese Aussage wurde jedoch nicht ins gerichtliche Protokoll aufgenommen.

### Ungenaue Prüfungen der Geräte
Auch die jährlichen Revisionsarbeiten bei den Gletscherbahnen werden kritisiert, bei welchen die Lüfter nicht sorgfältig genug untersucht wurden. So wurde angemerkt, „[…] dass zumindest die Ölbelastung im Inneren des Heizlüfters bei den Revisionsarbeiten feststellbar gewesen wäre.“ Ein Betriebselektriker entgegnete auf die Frage, warum die Geräte zur Prüfung nicht geöffnet wurden, lediglich: „Das wurde von uns nicht für notwendig gehalten.“

### Gutachter Muhr wird bestätigt
Am Ende des rund vierundfünfzig Seiten umfassenden Gutachtens erfuhr der im Hauptprozess entlassene Hauptgutachter und inzwischen verstorbene Anton Muhr, welcher im Zuge des Prozesses an einer schweren Depression erkrankt war, eine späte Genugtuung. Hier wurde von der Staatsanwaltschaft Heilbronn explizit die „Richtigkeit des Gutachtens des Sachverständigen Muhr“ in ihrem Gutachten beschrieben.

### Kritik an späteren Gutachtern
In Bezug auf die im Prozess herbeigezogenen Gutachten, die anders als das von Anton Muhr von einem Schaden im Heizlüfter selbst sprachen und jedwedes Vorhandensein von Hydrauliköl für nicht zutreffend erklärten, wird abschließend im Ermittlungsbericht der Staatsanwaltschaft Heilbronn festgehalten, dass „die Gutachten, die nach hiesiger Auffassung letztendlich zum Freispruch geführt haben, von unzutreffenden Voraussetzungen ausgingen.“

### Justiz behindert Untersuchungen
Im Ermittlungsbericht wird auch darauf verwiesen, dass Aussagegenehmigungen für Mitarbeiter der Kriminaltechnischen Zentralstelle (KTZ) von der österreichischen Justiz wohl absichtlich eingeschränkt wurden, als Ermittler der Staatsanwaltschaft Heilbronn sie dazu befragen wollten. So wurde „die Aussagegenehmigung für den damaligen Aktenführer […] derart eingeschränkt, dass er nur noch eigene Wahrnehmungen angeben durfte.“
Auch wurden der Staatsanwaltschaft Heilbronn für ihre Untersuchungen nicht die Gehäuseteile des Heizlüfters übergeben, die in den Salzburger Gutachten zur Begründung von Produktionsfehlern bei dem Gerät des Unternehmens Fakir gedient hatten. Diese waren vor der Übergabe an die Ermittler aus diesem herausgetrennt worden.
Im Ermittlungsbericht der Staatsanwaltschaft Heilbronn wurde auch bemängelt, dass die KTZ aus Wien, die im Auftrag des Innenministeriums nach Kaprun entsendet worden war, ihre Ermittlungsarbeit vorzeitig abbrach.
Angesichts der vielen ausländischen Opfer hatten Staatsanwältin und Untersuchungsrichterin entschieden, dass externe, nichtstaatliche Gutachter mit der Befundaufnahme betraut werden sollten. Die Brandexperten der KTZ sollten diesen dann zuarbeiten, verweigerten jedoch die Kooperation.
Die KTZ hatte den Heizlüfter direkt nach der Sicherstellung in Kaprun zur Untersuchung nach Wien gesendet. Das Gerät sollte wie alle anderen Beweismittel auf Anweisung der Salzburger Untersuchungsrichterin schnellstmöglich in Salzburg durch den externen Gutachter Anton Muhr untersucht werden. Einige Wochen später jedoch sendete die Wiener KTZ das Gerät anstatt an Anton Muhr an das Landeskriminalamt (LKA) Salzburg, und zwar ohne diesen, geschweige denn die zuständige Untersuchungsrichterin bzw. Staatsanwältin darüber zu informieren. Aufgrund dieses Verhaltens und der fortlaufenden Unterdrückung von Beweismitteln wurden drei Wiener Beamte angezeigt und der damalige Leiter der KTZ, Volker Edlinger, wegen des Verdachts des Amtsmissbrauchs suspendiert. In einem TV-Interview 2020 befragt, räumte Edlinger ein, „dass der Heizlüfter widerrechtlich montiert war“ und diese Tatsache damals „heruntergespielt“ wurde.
Das LKA Salzburg gab den Heizlüfter erst mehrere Monate nach Erhalt im März 2001 weiter. Die Verantwortung dafür trug damals der Leiter des LKA Salzburg und Chefermittler von Kaprun, Franz Lang.
Weil die Wiener KTZ trotz mehrmaliger Aufforderung durch die Salzburger Untersuchungsrichterin nicht mit dem externen Gutachter Muhr zusammenarbeitete und Beweismittel zurückhielt, erwog das Salzburger Landesgericht sogar, eine Hausdurchsuchung beim Innenministerium in Wien durchführen zu lassen. Wegen der Sorge um einen Imageschaden für die Republik entschied sich das Salzburger Gericht jedoch dagegen.

### Ungeeigneter Heizlüfter als finale Ursache
Abschließend wurde festgehalten: „Als Ergebnis der Ermittlungen der Staatsanwaltschaft Heilbronn lässt sich feststellen, dass sich das Unglück am 11. November 2000 hätte vermeiden lassen können, wenn seitens der Fa. Swoboda fahrzeuggeeignete Heizlüfter eingebaut worden wären, die es auf dem Markt gab.“
Bezogen auf die neue Beweislage, welche sich aus den Ermittlungen der Heilbronner Staatsanwaltschaft ergeben hat, wurde im letzten Satz festgehalten: „Somit wäre ein anderer Ausgang des Prozesses zu erwarten gewesen.“

## Abschlussbericht der Expertenkommission
Wenige Tage nach dem Unglück wurde von der damaligen Ministerin des Bundesministeriums für Verkehr, Innovation und Technologie, Monika Forstinger, medienwirksam eine internationale Expertenkommission vorgestellt, welche den Auftrag hatte, herauszufinden, ob man in Kaprun das Unglück hätte verhindern können. Diese Kommission nahm noch im November 2000 ihre Arbeit auf, am 11. Dezember 2001 legte diese einen Abschlussbericht vor. Darin stellte das Expertenteam, wie es auch im Prozess in Salzburg der Fall war, fest, dass in Kaprun brandschutztechnisch sinngemäß alles richtig gemacht worden sei und dass niemand damit rechnen konnte, dass ein derartiges Unglück passieren würde. So heißt es, dass „[…] das Unglück in Kaprun ein in diesem Ausmaß neues, bisher nicht erkanntes Gefährdungsbild darstellt[e]. […] Demnach bilden Rettungs- oder Selbstrettungskonzepte, wie sie in neueren Eisenbahn- oder Straßentunnels vorgesehen sind, keine zutreffende Grundlage der Anlagenkonzeption von Tunnelstandseilbahnen.“ In dieser Expertenkommission wirkte auch der österreichische Ministerialbeamte mit, der den Umbau der Kapruner Gletscherbahn 1993 seitens der Behörde genehmigt hatte.
Dieses Ergebnis steht im Widerspruch zu den Jahre später festgestellten Ergebnissen der Staatsanwaltschaft Heilbronn. Der Ermittlungsbericht verweist hier auf die damaligen Sicherheitskonzepte in der Schweiz und Frankreich, wo bereits 1988 strenge Vorschriften bezüglich des Brandschutzes bei Standseilbahnen üblich waren. Die dort vorhandenen Bestimmungen zum Brandschutz „gehen weit über das hinaus, was die Gletscherbahn Kaprun AG an Sicherheits-Vorkehrungen in ihre Standseilbahn eingebaut hat.“
Obwohl diese Expertenkommission offiziell keine Mängel in Kaprun festgestellt hatte, legte diese zahlreiche sicherheitstechnische Änderungsvorschläge für Tunnelseilbahnen vor. Diese Vorschläge wurden später auch gesetzlich verankert.
So finden sich in dem Empfehlungsschreiben Vorschläge wie „[…] z. B. Brandmeldeanlage mit Absaugsystem zur Brandfrüherkennung in den Führerständen, Automatische Feuerlöschsysteme für die rasche Löschhilfe im Elektrotechnikbereich und im Fahrerpult, Verbesserung der Kommunikation des Zugführers mit den Fahrgästen, visuelle Überwachung des Fahrgastbereiches“.
Die Tatsache, dass diese lebensrettenden Systeme auf Beschluss der damaligen Regierung später vorgeschrieben wurden, zeigt einen deutlichen Widerspruch zwischen der offiziellen Darstellung der Politik und der Justiz auf, wonach es keine sicherheitstechnischen Mängel in Kaprun gegeben hätte, während nach dem Unglück zahlreiche Sicherheitseinrichtungen gesetzlich vorgeschrieben wurden, welche den Opfern von Kaprun vermutlich das Leben gerettet hätten.
Die damalige Staatsanwältin Danninger-Soriat vermutete eine gesteuerte Aktion hinter dem für die Politik entlastenden Ergebnis der Expertenkommission und kritisierte dieses im Buch 155 Kriminalfall Kaprun mit den Worten: „Freispruch für das Verkehrsministerium also und Freispruch für die Oberste Eisenbahnbehörde.“ So wurde sowohl in österreichischen wie auch deutschen Medien immer wieder darüber spekuliert, ob Politik und indirekt auch die Wirtschaft nicht aktiv versucht hätten, den Prozess zu ihren Gunsten zu steuern. Diese Spekulationen stützen sich vor allem auf Behinderungen durch die Justiz, welche von vielen beteiligten Stellen kritisiert wurden.

## Entschädigungen
Auf Anregung des Justizministeriums wurde eine sogenannte Vermittlungskommission gegründet. Im Rahmen dieser Kommission, in der auch Hinterbliebenenvertreter mitarbeiteten, konnte eine Einigung für eine Entschädigung nur über einen juristischen Vergleich erzielt werden. Mit der Unterschrift dieses Vergleiches mussten die Angehörigen das Versprechen abgeben, auf alle weiteren Rechtsmittel zu verzichten. Andernfalls hätten diese kein Geld erhalten. Insgesamt 13,9 Mio. Euro wurden so von den Gletscherbahnen Kaprun, der Versicherung Generali und der Republik Österreich für 453 Personen zur Verfügung gestellt und an die Angehörigen ausbezahlt. Im Durchschnitt erhielt jeder Antragsteller rund 30.000 Euro je nach Verwandtschaftsgrad. Die Gletscherbahnen Kaprun hätten laut Opferanwalt eine Versicherungssumme von 88 Millionen Euro zur Verfügung gehabt, jedoch nur einen marginalen Teil davon für die Angehörigen hergegeben. Allerdings war diese Versicherungssumme laut Sprecher der Gletscherbahnen, Harald Schiffl, für Sachschäden eingerichtet und wäre von der Versicherung auch nicht für Personenschäden ausgezahlt worden. Der Wiener Opferanwalt Gerhard Podovsovnik, welcher persönlich auf ein Honorar verzichtete, meinte hierzu: „Hätten die Opfer gewusst, dass seitens der Gletscherbahnen Kaprun eine Versicherungssumme von rund 88 Millionen Euro vorhanden war, hätten sie den Vergleich nie unterfertigt.“
Die Nachsorgegruppe der deutschen Hinterbliebenen des Seilbahnunglückes in Kaprun übernahm Sybille Jatzko ehrenamtlich.
Nach der Katastrophe bildete sich der Verein Gerechtigkeit für Kaprun, getragen von Hinterbliebenen, deutschen Gutachtern und dem Wiener Opferanwalt Gerhard Podovsovnik. Dieser warf nach Ausgang des Prozesses den Sachverständigen Korruption, Amtsmissbrauch und vorsätzliche Strafvereitelung vor, sowie Versicherungsbetrug durch ein Kartell, bestehend aus Versicherungen und den Gletscherbahnen Kaprun. Details zum genannten Kartell demonstrierte Podovsovnik in einer ORF-Sendung. Eine Wiederaufnahme des Prozesses beim Europäischen Gerichtshof für Menschenrechte sollte erreicht werden und verhindern, dass der Fall im Juni 2010 verjährt. Dieses Vorhaben scheiterte bekanntlich. Der Prozess wurde nicht wieder aufgenommen und verjährte.

## Nachwirkungen

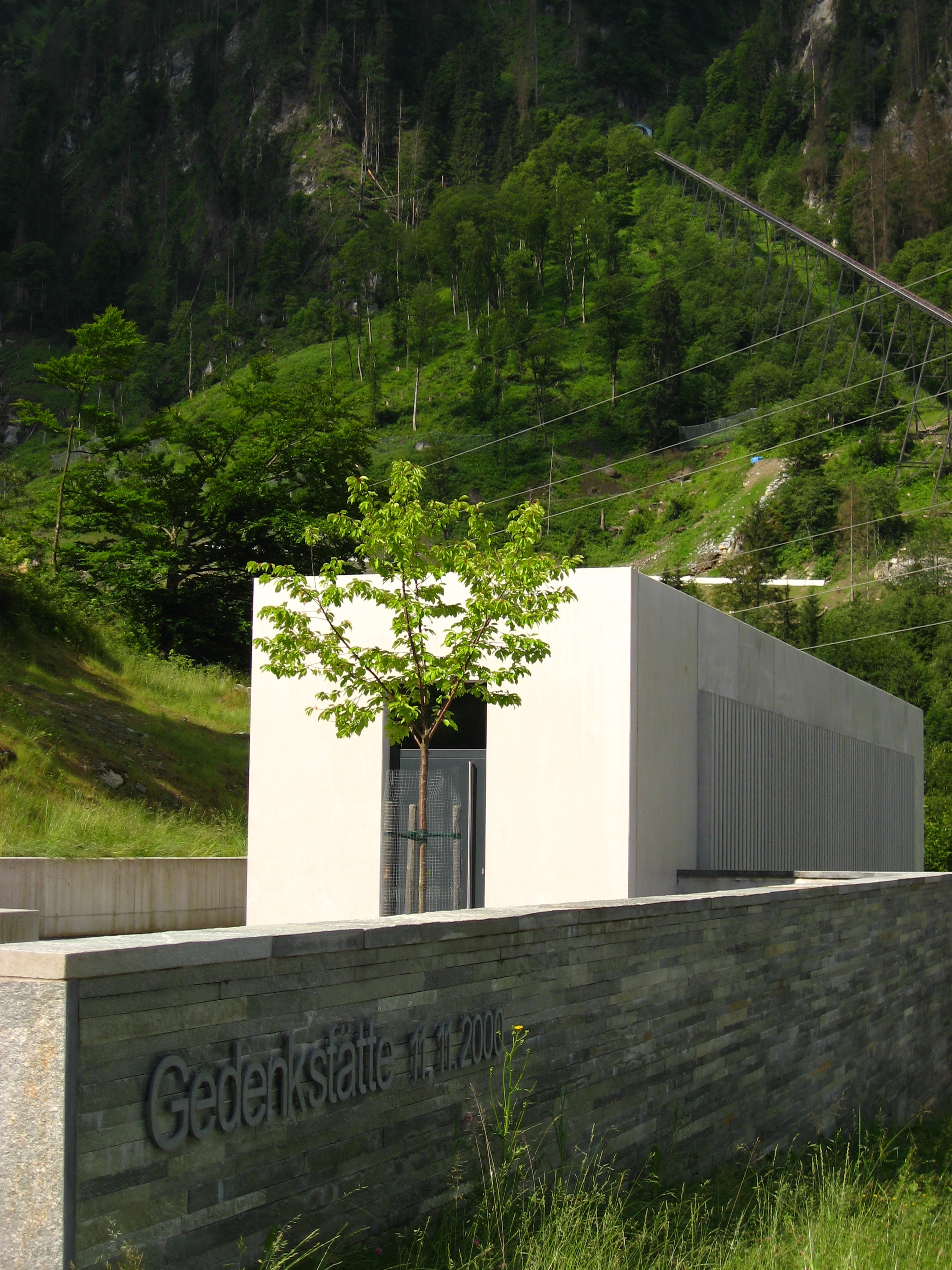
Gedenkstätte an der Talstation des Kitzsteinhorns mit der stillgelegten Gletscherbahn 2 im Hintergrund

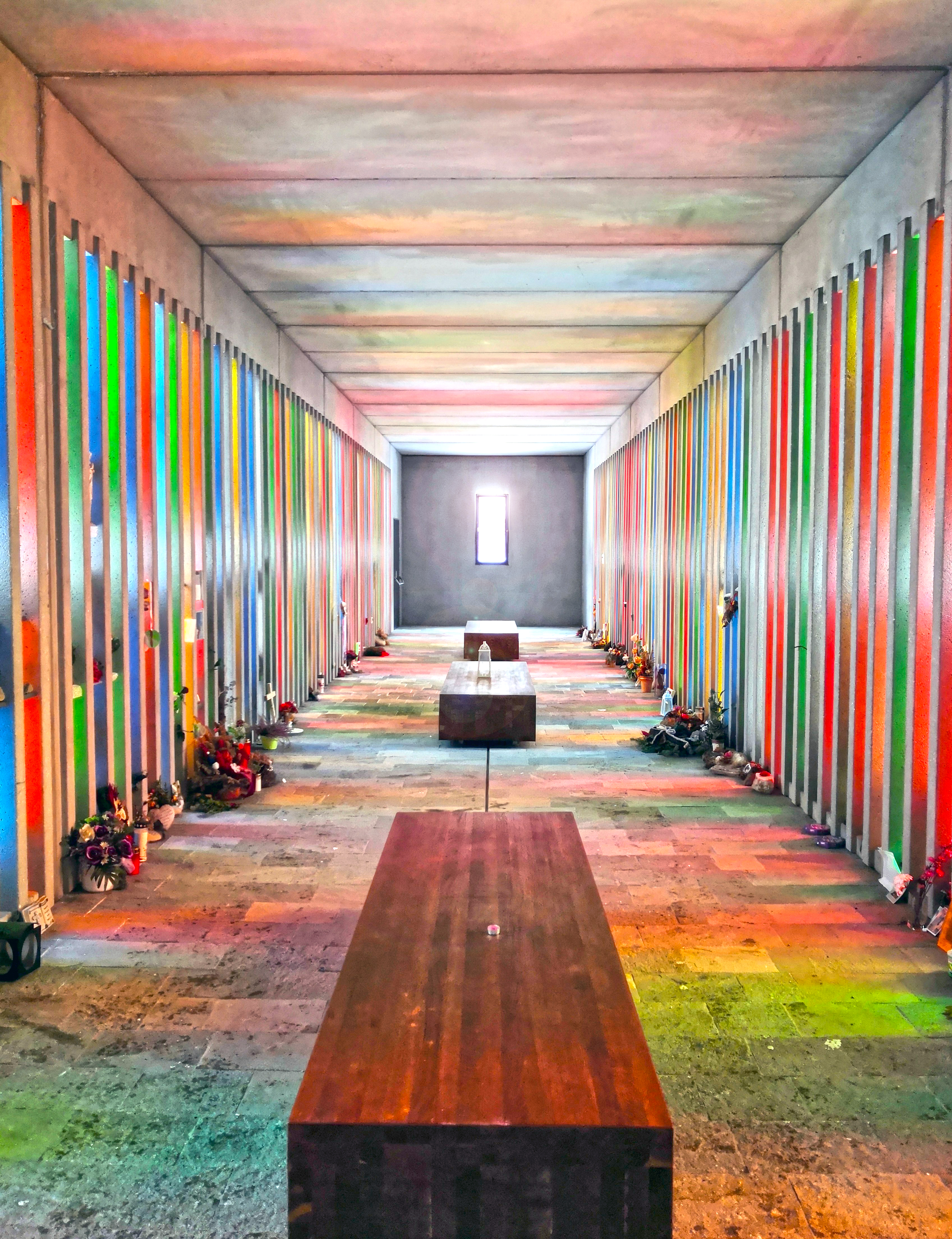
Innenansicht Gedenkstätte, jede Farbe steht für ein Leben

Die Gletscherbahn Kaprun fällt in Österreich juristisch unter das Eisenbahn- und Kraftfahrzeug-Haftpflichtgesetz (EKHG). Dadurch haftet das Unternehmen unter gewissen Umständen und in gewissen Grenzen verschuldensunabhängig.
Nachdem die Trümmer der beiden Zuggarnituren Gletscherdrachen und Kitzsteingams im Januar 2006 durch die Justiz zurückgegeben wurden, überlegte die Gletscherbahn AG die Reaktivierung des Gletscherdrachens als Lastentransporter. Etwa 600 Tonnen Getränke und Lebensmittel sollten jährlich zu dem auf dem Kitzsteinhorn gelegenen Restaurant hinauftransportiert werden und 130 Tonnen Müll zurück ins Tal. Diese Überlegungen wurden aber aufgrund eines alternativen Logistiksystems verworfen.
Die Zuggarnitur Kitzsteingams wurde im Frühjahr 2006 verschrottet. Eine Wiederinbetriebnahme der Standseilbahn für Personentransporte ist nicht vorgesehen. Stattdessen wurden mehrere neue Bahnen gebaut. Die Stahlbrücke und der Rest der gesamten Anlage der Standseilbahn wurden im Sommer 2014 im Zuge mehrerer Baumaßnahmen entfernt. Der Tunnel wird heute lediglich für Energieversorgung und sanitäre Einrichtungen verwendet. Im Tunnel wurden Schäden an sämtlichen Leitungen repariert, danach wurde er fest verschlossen.
Der Artikel Tunnelbrand: Gerechtigkeit für Kaprun von Hubertus Godeysen schildert die Ereignisse vom Tag des Unglückes bis ins Jahr 2009.
Im Jahr 2010 stellten mehrere österreichische Nationalratsabgeordnete eine Anfrage an das österreichische Bundesministerium für Verkehr, Innovation und Technologie, in welcher etliche Ungereimtheiten und Merkwürdigkeiten (Eignung der Gutachter, verschwundene Beweismittel, Behinderung von Ermittlungen, fehlende Informationen u. a.) sowie verschiedene technische Sachverhalte angesprochen wurden. Eine Klärung der meisten Punkte erfolgte nicht.
Der Hauptverteidiger im Kaprun-Prozess, Wolfgang Brandstetter, war von Dezember 2013 bis Dezember 2017 Justizminister, der Verteidiger des verantwortlichen Betriebsleiters der Gletscherbahn, Wilfried Haslauer, seit Juni 2013 Landeshauptmann des Bundeslandes Salzburg, und der damalige Chefermittler und Polizeimajor, Franz Lang, seit Dezember 2008 Polizeigeneral und Leiter des Bundeskriminalamtes.

## Gedenken und Gedenkstätte
Der damalige Salzburger Erzbischof Georg Eder weigerte sich, die Trauerfeier für die 155 Toten im Salzburger Dom als ökumenischen Trauergottesdienst zu zelebrieren.
Am 11. November 2004 wurde eine Gedenkstätte für die Opfer offiziell eingeweiht. Die langgezogenen Quader aus Sichtbeton und Glasstelen befinden sich gegenüber der Talstation der Gletscherbahnen. Die Verschiedenfarbigkeit der Glasstreifen soll die einzelnen Menschen symbolisieren. Die einzelnen Glasschlitze sind jeweils einer bestimmten Person gewidmet. Jeder Lichtschlitz steht als Symbol für ein Leben. Die Verstorbenen hinterließen mehr als 500 Hinterbliebene, davon 49 Kinder.

## Literarische Rezeption
- Die Schriftstellerin Elfriede Jelinek beschreibt die Katastrophe in ihrem Stück In den Alpen (2014).[40]
- Der Schriftsteller Reinhard Wegerth thematisiert die Vorgänge in der Kurzgeschichte Drache und Feuer seines Buches Als es geschah (2016).

## Weitere Rezeption
- Im ZDF Magazin Royale vom 12. März 2021 wurde die Region Ischgl für ihre zu schwache Reaktion zu Beginn der Corona-Pandemie von Jan Böhmermann kritisiert und Vergleiche zum Unglück von Kaprun gezogen.[41]

## Filmdokumentationen
- Sid Bennett, Paul Bernays: Feuer auf der Skipiste. Staffel 1, Folge 8 der englischsprachigen Dokumentationsserie Sekunden vor dem Unglück.[42]
- André Beaupoil, Thomas Hausner: Der Seilbahnbrand von Kaprun. Ein Film aus der ARD-Sendereihe Protokoll einer Katastrophe. Dokumentarfilm, Deutschland, BR, 2007.[43]
- Magdalena Maier, Peter Kullmann: 20 Jahre Katastrophe Kaprun – Das Schweigen der Männer. Eine investigative Dokumentation zur Katastrophe. Dokumentarfilm, Österreich, ATV, 2020.[11]